# Parathyris griseata
Parathyris griseata är en fjärilsart som beskrevs av Rothschild 1935. Parathyris griseata ingår i släktet Parathyris och familjen björnspinnare. Inga underarter finns listade i Catalogue of Life.